# Kongesangen
Kongesangen – hymn norweskiej rodziny królewskiej. Pierwsza wersja tekstu (Gud signe kongen vor) została napisana przez Henrika Wergelanda. Wersja współczesna została ułożona przez Gustava Jensena na koronację króla Haakona VII w 1906. Kongesangen było inspirowane hymnem Wielkiej Brytanii i jest wykonywane do tej samej melodii.

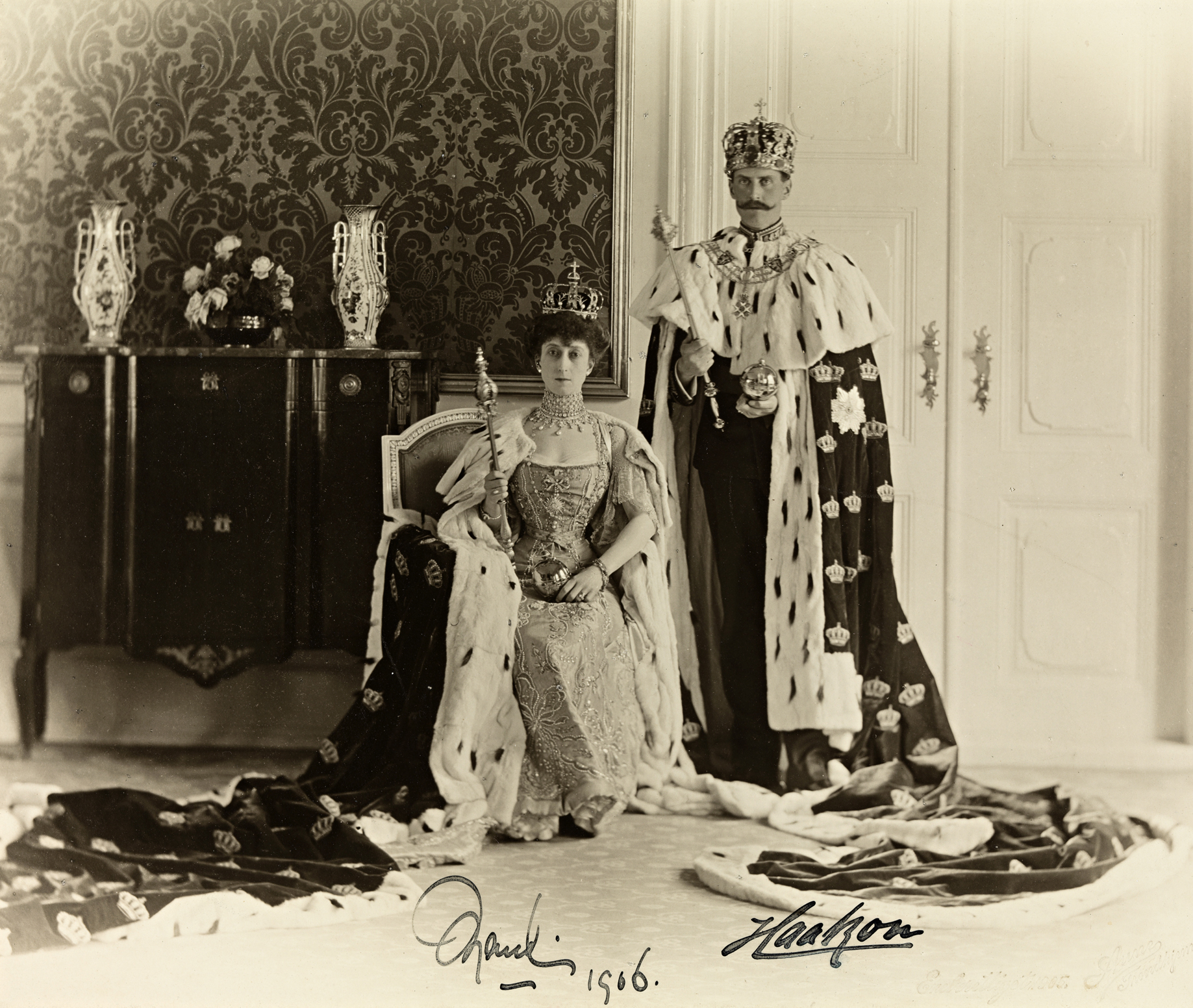
Królowa Maud i król Haakon VII

## Tekst norweski
Gud sign vår konge god!
Sign ham med kraft og mot
sign hjem og slott!
Lys for ham ved din Ånd,
knytt med din sterke hånd
hellige troskapsbånd
om folk og drott!
Høyt sverger Norges mann
hver i sitt kall, sin stand,
troskap sin drott.
Trofast i liv og død,
tapper i krig og nød,
alltid vårt Norge lød
Gud og sin drott.